# Königskinder (Oper)

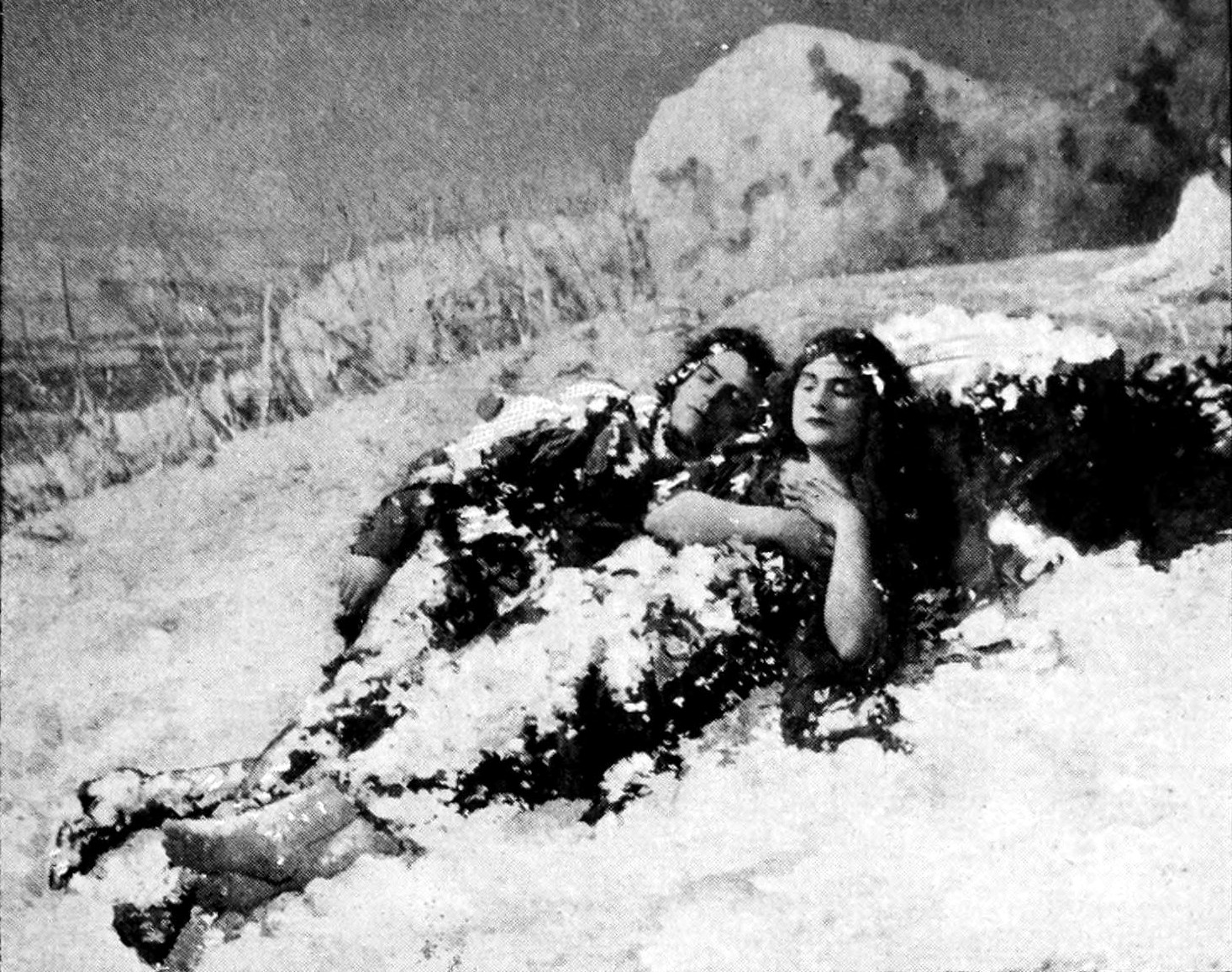
Szenenfoto aus dem 3. Akt mit Geraldine Farrar und Hermann Jadlowker, Metropolitan Opera 1910

Königskinder ist eine Oper in drei Akten von Engelbert Humperdinck. Das Libretto stammt von Elsa Bernstein; sie schrieb es unter ihrem Pseudonym Ernst Rosmer. Die Uraufführung der ersten Fassung als Melodram fand mit Erfolg am 23. Januar 1897 am Münchener Hoftheater statt. Da das Werk jedoch nach der ersten erfolgreichen Saison kaum ins Repertoire anderer Opernhäuser übernommen wurde, überarbeitete es Humperdinck in den Jahren 1907 bis 1910 eingehend als Oper; er vereinfachte dabei auch die Handlung. Am 28. Dezember 1910 wurde die überarbeitete Fassung in New York an der Metropolitan Opera unter der Leitung von Alfred Hertz uraufgeführt.

## Handlung

### Erster Akt
(Orchestervorspiel: „Der Königssohn“)

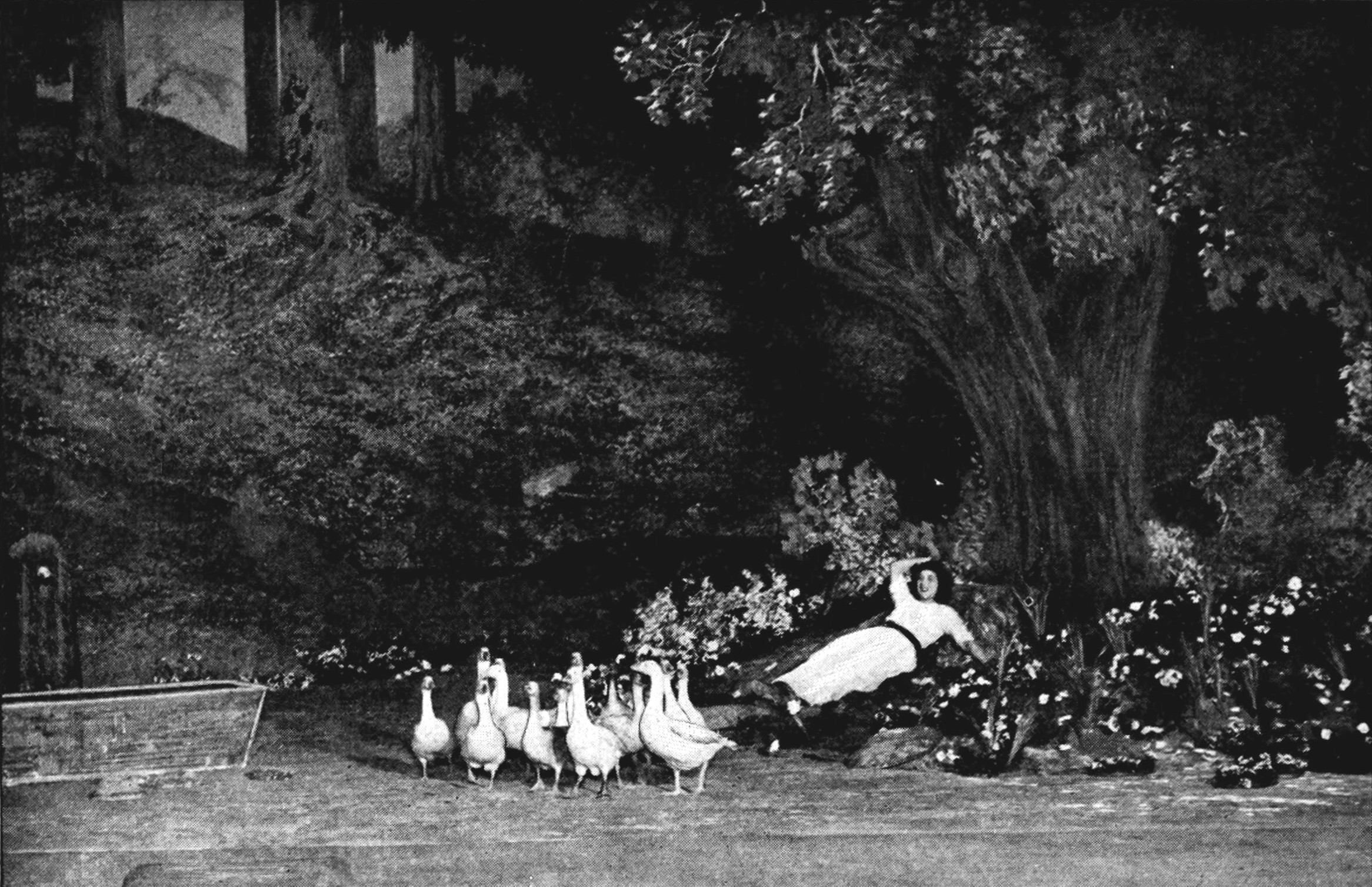
Szene aus dem 1. Akt mit Geraldine Farrar als Gänsemagd, Metropolitan Opera 1910

Tief im Wald wächst die junge Gänsemagd bei der Hexe auf, die sie für ihre Großmutter hält. Sie träumt von der Welt und den Menschen außerhalb des Waldes, den sie noch nie verlassen konnte, da rings um die Hütte Baum und Strauch sie in Bann halten. Vergeblich versucht die Alte, das Mädchen die dunklen Hexenkünste zu lehren. Eines Tages heißt sie die Gänsemagd ein Zauberbrot zu backen, das demjenigen, der „es hälften isst“, „ganzen Tod“ bringen soll. Die Gänsemagd segnet jedoch das Brot mit den Worten: „Wer davon isst, mag das Schönste seh’n, so er wünscht, sich zu gescheh’n.“
Als die Hexe zum Pilzesammeln im Wald verschwunden ist, kommt vom Hellaberge der Königssohn herab. Er hat das Schloss seiner Väter verlassen, um – unerkannt seiner Herkunft – Welt und Menschen kennenzulernen. Die Gänsemagd, die noch nie zuvor einen Menschen gesehen hat, findet schnell Gefallen an dem Jüngling. Als beide aus dem Brunnen trinken, berühren sich ihre Lippen. Da weht ein Wind der Gänsemagd ihren Blumenkranz vom Haar. Bei dem Versuch, ihn für sich zu behalten, zerreißt der Königssohn den Kranz. Dafür bietet er der Gänsemagd seine Krone an. Gemeinsam wollen sie fliehen. Jedoch den Zauberbann der Hexe vermag das Mädchen nicht zu brechen. Der Königssohn, der sie für feige hält, stürzt enttäuscht in den Wald. Gerade noch rechtzeitig kann die Gänsemagd die Krone vor der heimkehrenden Hexe verbergen, nicht aber ihre Begegnung mit einem Menschen. Wütend sperrt die Hexe sie in der Hütte ein.
Da erscheinen, geführt vom Spielmann, zwei Bürger – Holzhacker und Besenbinder – aus der nahen Stadt Hellabrunn. Dort ist, so berichten sie, der alte König gestorben, ohne einen Nachkommen hinterlassen zu haben. Man wolle nun den weisen Rat der Waldfrau einholen, wer künftig in Hellabrunn regieren soll. Voller Hohn antwortet die Hexe, dass derjenige, der morgen zum Hellafest um Schlag zwölf das Stadttor betritt, „sei es ein Schalk oder Wechselbalg“, ihnen zum König bestimmt sei. Mit dieser Nachricht eilen Holzhacker und Besenbinder wieder zurück in die Stadt, nicht aber der Spielmann, der durch das Fenster die Gänsemagd erspäht hat. Die Hexe berichtet nun, die Gänsemagd sei das Kind eines Mörders und einer Dirne. Der Spielmann aber beruhigt die verzweifelte Gänsemagd: ihre Eltern seien in „Lieben und Leiden […] königsecht“ gewesen. Somit sei sie selbst ein „Königskind“. Die Gänsemagd ruft ihre Eltern an, sie mögen ihr helfen, den Bann der Hexe zu brechen. Da fällt ein Stern vom Himmel und bricht den Zauberbann. Die Gänsemagd eilt, gefolgt vom Spielmann, in den Wald.

### Zweiter Akt
(Orchestervorspiel: „Hellafest und Kinderreigen“)
In Hellabrunn bereiten sich die Bürger auf das Hellafest und das Erscheinen des neuen Königs vor. Der Königssohn, der mittlerweile in der Stadt eingetroffen ist, kann sich beim Wirt als Schweinehirt verdingen. Allerdings muss er die erotischen Zudringlichkeiten der Wirtstochter abwehren. Das kleine Töchterchen des Besenbinders lässt ihn voll Sehnsucht an die Begegnung mit der Gänsemagd denken. Unter großem Jubel halten die Ratsherren Einzug. Als die Mittagsglocke schlägt, wird das Stadttor geöffnet. Draußen steht die Gänsemagd, die Krone des Königssohns auf dem Haupt. Als dieser sie als seine Königin begrüßt, bricht das Volk in Hohnlachen aus. Der Spielmann, der versucht, die wütende Menge zu beruhigen, wird in den Turm geworfen; Königssohn und Gänsemagd werden aus der Stadt gejagt. Nur das kleine Töchterchen des Besenbinders weiß es besser: „Das ist der König und seine Frau gewesen!“

### Dritter Akt
(Orchestervorspiel: „Verdorben! Gestorben! – Spielmanns letzter Gesang“)
Der Winter ist über das Land gekommen. In der zerstörten Waldhütte der Hexe, die von den wütenden Bürgern von Hellabrunn auf dem Scheiterhaufen verbrannt wurde, haust nun der verkrüppelte Spielmann. Ihn suchen Besenbinder und Holzhacker zusammen mit einigen Kindern der Stadt auf. Diese bitten den Spielmann, mit ihnen nach den verschwundenen Königskindern zu suchen. Aber die Suche wäre im kalten Winterwald vergebens, weiß der Spielmann. Während Holzhacker und Besenbinder sich in der Hütte aufwärmen, zieht der Spielmann mit den Kleinen los, die übrigen Kinder, die noch am Waldrand warten, abzuholen.
Da erscheinen, dem Hunger- und Kältetod nahe, die beiden Verlorenen. Für den Preis seiner Krone kann der Königssohn von Holzhacker und Besenbinder einen Laib Brot erbetteln, den diese in der Hütte gefunden haben. Es ist jenes Zauberbrot, welches einst die Gänsemagd im Auftrag der Hexe gebacken hatte. Fluch und Segen erfüllen sich an den beiden: Sie träumen von ihrer ersten Begegnung, dann schlafen sie ein. Der Schnee deckt die beiden Toten zu. So werden sie vom zurückkehrenden Spielmann und den Kindern gefunden. Unter dem letzten Gesang des Spielmanns werden die Königskinder zu Grabe getragen.

## Rezeption und Forschung

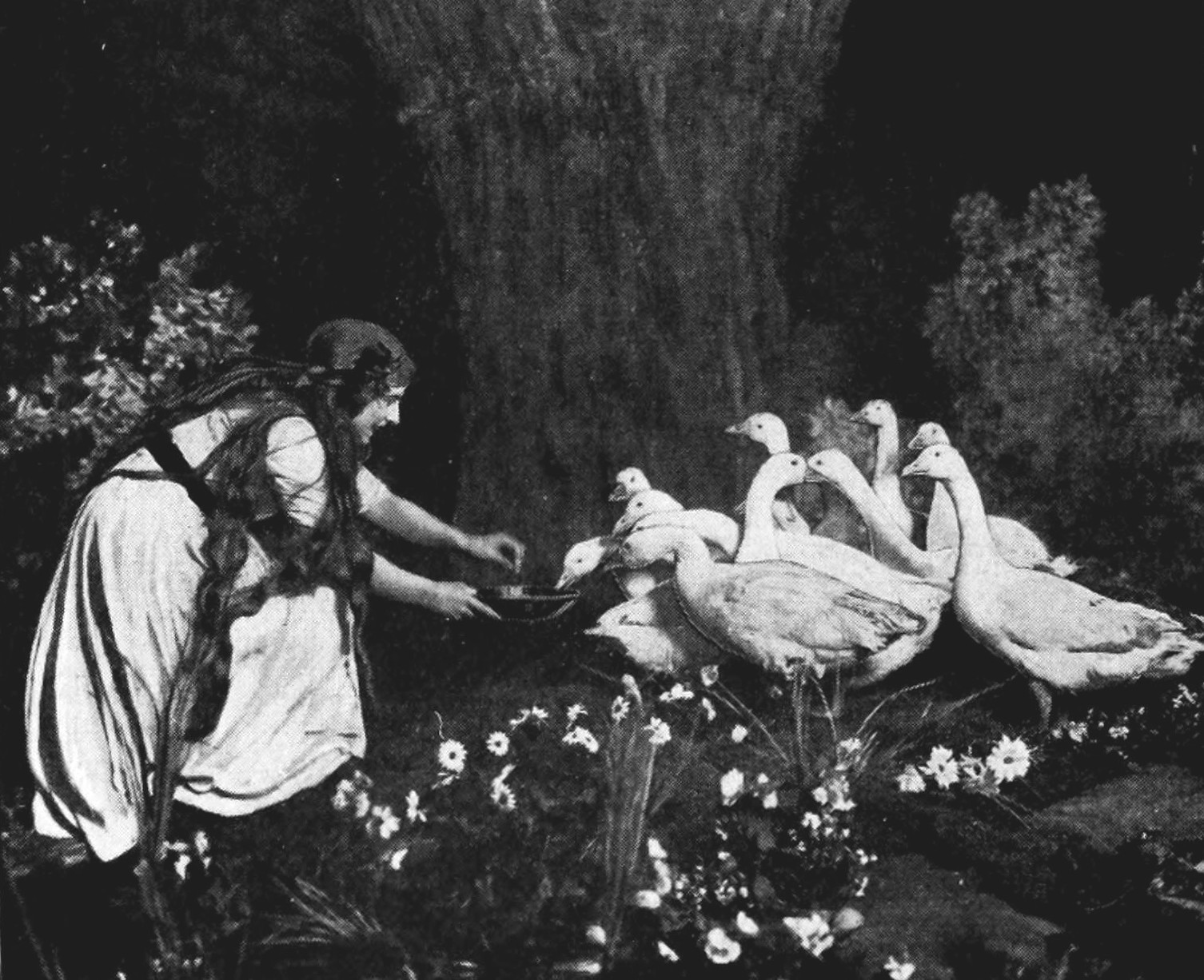
Geraldine Farrar als Gänsemagd

Die Rezeption von Humperdincks Werk war wechselhaft. Die Urfassung des Kunstmärchens Königskinder mit der melodramatischen Schauspielmusik (Melodram) war bei der Uraufführung am Münchner Hoftheater 1897 von vielen Kritikern ablehnend kommentiert worden. Die Kritik bezog sich allerdings eher auf Humperdincks Experiment der musikalisch notierten Sprechstimmen und auf den als schwülstig empfundenen Dramentext als auf die Musik. Das Melodram Königskinder wurde in den folgenden Jahren auch in anderen Metropolen (z. B. Wien, London) aufgeführt, erwies sich aber auf Dauer als nicht lebensfähig.
Hohe Anerkennung dagegen erfuhr die Opernfassung von 1909, die im Jahr 1910 auf Betreiben des Impresarios Giulio Gatti-Casazza mit Geraldine Farrar, Hermann Jadlowker, Otto Goritz und Luise Homer an der Metropolitan Opera in New York uraufgeführt wurde. Die New Yorker Uraufführungskritiken bescheinigten dem Werk, die „wertvollste Oper der nachwagnerschen Zeit“ zu sein.
Königskinder ging erfolgreich auch über die deutschen Bühnen und war fest im Repertoire verankert. Von Humperdinck als „mustergültig“ gelobt wurde die Inszenierung am Kölner Opernhaus unter der Regie von Fritz Remond, dem Königssohn der Melodram-Uraufführung in München. In Köln gestalteten Claire Dux und Elsa Förster die Rolle der Gänsemagd. Letztere hatte mit 11 Jahren bereits in der Met als Besenbindertochter neben Geraldine Farrar brilliert.

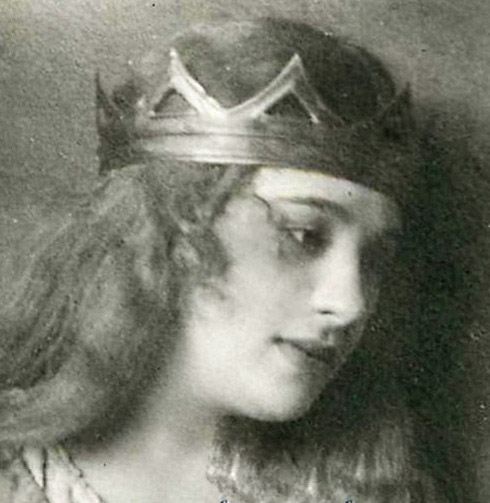
Elsa Oehme-Förster als Gänsemagd, Köln 1922

Weitere bedeutende Interpretinnen der Gänsemagd waren Wanda Achsel, Frieda Hempel, Adele Kern, Rita Meinl-Weise, Sena Jurinac, Ljuba Welitsch und jüngst Olga Kulchynska. Die Lieder des Spielmanns wurden u. a. von Hans Reinmar, Dietrich Fischer-Dieskau und Hermann Prey mehrfach auf Tonträger festgehalten.
Nach der Machtergreifung der Nationalsozialisten wurde das wegen der jüdischen Abstammung der Librettistin Elsa Bernstein bereits verhängte Aufführungsverbot durch Intervention von Wolfram Humperdinck kurzzeitig zurückgenommen. Allerdings wurde Bernsteins Name bzw. ihr Pseudonym Ernst Rosmer auf keinem Programmzettel mehr genannt. Ab 1943 durfte das Werk dann gar nicht mehr gespielt werden.
Nach dem Zweiten Weltkrieg kamen im Zuge der allgemeinen Kritik an deutscher Kultur Vorbehalte gegen das latent Deutsche des Sujets und gegen die Form des wilhelminischen Kunstmärchens zum Tragen. Der gesellschaftskritische Subtext (die Thematisierung hoher und niederer sozialer Herkunft), den die Dichterin dem Drama eingeschrieben hatte, blieb dabei größtenteils unberücksichtigt. Auch dürfte der tragische Ausgang des Märchens zu einer relativen Unpopularität der Oper beigetragen haben. So fanden die Königskinder über vier Jahrzehnte kaum mehr einen Platz im Repertoire. Pläne von Herbert von Karajan, die Oper mit Erika Köth und Fritz Wunderlich komplett einzuspielen, zerschlugen sich durch den plötzlichen Tod des Tenors.
Erst ab den 1990er Jahren gab es weltweit nachhaltige Anstrengungen einer Wiederbelebung der Oper. So 1992 durch die English National Opera, die Sarasota Opera im Jahre 1997 und das Teatro San Carlo in Neapel. Kleinere deutsche Häuser, wie Gelsenkirchen, Hagen, Münster, Wiesbaden oder die Schlossfestspiele Zwingenberg setzten das Werk ebenfalls wieder auf die Spielpläne. Wichtige Aufführungen stammen von Andreas Homoki und Fabio Luisi (München 2005, Gänsemagd: Annette Dasch, Königssohn: Robert Gambill, Spielmann: Roman Trekel) sowie Jens-Daniel Herzog und Ingo Metzmacher (Opernhaus Zürich 2007, Gänsemagd: Isabel Rey, Königssohn: Jonas Kaufmann, Spielmann: Oliver Widmer). Die Produktion der Frankfurter Oper ist seit 2012 im Repertoire verankert. Graz und die Festspiele Erl brachten 2021 Neuinszenierungen heraus. Die Oper Amsterdam brachte das Werk im Jahre 2022 in der Regie von Christof Loy heraus.
Einen weiteren Erweis der Tragfähigkeit von Humperdincks Oper erbrachte eine konzertante Aufführung durch das Deutsche Symphonie-Orchester Berlin (DSO) unter Ingo Metzmacher 2008 mit einer modellhaften Sängerbesetzung (Gänsemagd: Juliane Banse, Königssohn: Klaus Florian Vogt, Spielmann: Christian Gerhaher). Eine konzertante Wiederaufführung der Melodram-Urfassung von 1897 erfolgte im Februar 2019 am Stadttheater Gießen unter der musikalischen Leitung von Michael Hofstetter, mit Anja Silja in der Rolle der Hexe.
Die Musikwissenschaft hat sich des Werkes, seiner Entstehungsgeschichte und seiner Wertung bisher nur zaghaft gewidmet. Den Veröffentlichungen der Komponistenenkelin Eva Humperdinck verdanken wir die umfangreiche Publizierung der meisten wichtigen Quelltexte. Die bisher umfassendste Untersuchung zu Text und Musik dieser Oper, die sich, nicht zuletzt wegen der reichen Bebilderung, auch als Quelle reichhaltiger Informationen über Elsa Bernstein und Engelbert Humperdinck eignet, ging aus einem Stipendium der Richard-Wagner-Stipendienstiftung, Bayreuth, hervor. Die Veröffentlichung des Musik- und Literaturwissenschaftlers Bernd Distelkamp ist das Ergebnis eines interdisziplinären Forschungsprojekts am Musikwissenschaftlichen Institut der Universität zu Köln in den Jahren 1999 bis 2003 und wurde als Festschrift zum 150. Geburtstag Engelbert Humperdincks publiziert. Dem Autor standen zahlreiche bis dahin unveröffentlichte Text- und Bilddokumente zur Verfügung. In dieser Publikation sind erstmals alle Textfassungen des Werkes synchronoptisch gegenübergestellt sowie zahlreiche Szenenfotos historischer Aufführungen enthalten. Eine in die Biographie des Komponisten eingebettete Sicht auf die Königskinder findet sich im einschlägigen Kapitel in der Biographie des Humperdinck-Sohnes Wolfram, der den Anspruch auf Wissenschaftlichkeit allerdings gar nicht erst erhebt.

## Tonträger
- Königssohn: Daniel Behle, Gänsemagd: Amanda Majeski, Spielmann: Nikolay Borchev, Hexe: Julia Juon, Holzhacker: Magnus Baldvinsson, Besenbinder: Martin Mitterrutzner, Töchterchen des Besenbinders: Chiara Bäuml, Ratsältester: Franz Mayer, Wirt: Dietrich Volle, Wirtstochter: Nina Tarandek, Schneider: Beau Gibson, Stallmagd: Katharina Magiera, Chor der Oper Frankfurt, Frankfurter Opern- und Museumsorchester, Sebastian Weigle – Dirigent, 2013
- Königssohn: Klaus Florian Vogt, Gänsemagd: Juliane Banse, Spielmann: Christian Gerhaher, Hexe: Gabriele Schnaut, Holzhacker: Andreas Hörl, Besenbinder: Stephan Rügamer, Töchterchen des Besenbinders: Sophia Schupelius, Ratsältester: Wilfried Staufenbiel, Wirt: Ante Jerkunica, Wirtstochter: Jacquelyn Wagner, Schneider: René Vosskühler, Stallmagd: Manuela Bress, Torwächter: Sören von Billerbeck, Torwächter: Wolfram Tessmer, Frau Roksolana Chraniuk, Rundfunkchor Berlin, Deutsches Symphonie-Orchester Berlin, Ingo Metzmacher – Dirigent, 2009
- Königssohn: Adolf Dallapozza, Gänsemagd: Helen Donath, Spielmann: Hermann Prey, Hexe: Hanna Schwarz, Holzhacker: Karl Ridderbusch, Besenbinder: Gerhard Unger, Töchterchen des Besenbinders: Brigitte Lindner, Ratsältester: Theodor Nicolai, Wirt: Günter Wewel, Wirtstochter: Heidrun Ankersen, Schneider: Friedrich Lenz, Stallmagd: Ortrun Wenkel, Tölzer Knabenchor, Chor des Bayerischen Rundfunks, Münchner Rundfunkorchester, Heinz Wallberg – Dirigent, 1976
- Königssohn: Peter Anders, Gänsemagd: Käthe Möller-Siepermann, Spielmann: Dietrich Fischer-Dieskau, Hexe: Ilsa Ihme-Sabisch, Holzhacker: Fritz Ollendorff, Besenbinder: Walter Jenckel, Töchterchen des Besenbinders: Karl-Heinz Welbers, Ratsältester: Heinrich Nillius, Wirt: Heiner Horn, Wirtstochter: Hanna Ludwig, Schneider: Walter Kassek u. a., Kölner Rundfunkchor, Kölner Rundfunk-Sinfonie Orchester, Richard Kraus – Dirigent, 1952